# Алигерн
Алигерн (на латински: Aligernus; на италиански: Aligerno) e военачалник на остготите в Готската война през VI век, един от последните вождове в съпротивата им срещу Византия.
Алигерн е най-малкият брат на последния остготски крал Тея.
Според хрониста Агатий Алигерн е син на мъж на име Фритигерн, който не е победителят от Адрианопол през 378 Фритигерн. Пак според Агатий Алигерн пази готското царско богатство в Куме, на латински: Aligernus Cumani dux praesidii.
Когато византийският генерал Нарсес заплашва кралството на готите, брат му Тея започва битка с него. След загубата и смъртта на Тея в битката при Млечната планина (mons lactarius) близо до Неапол, Позитано и Везувий на 30 октомври 552 г. с Нарсес, останалите още готи се бият и на другия ден и накрая изпращат благородници да преговарят с Нарсес. Те се предават след обещаното им оттегляне с част от готското кралско съкровище, след което напускат Италия.
Алигерн се предава с богатството след защита в ръцете на византийците, a не на франките, които се появяват пред вратите на Куме и искат да създадат франко-остготско царство в Италия. Той помага в битката при Капуа през 555 г. да се унищожи франкската войска.
Така свършва Втората готска война. Някои готски гарнизони се съпротивляват на византийците до 562 г.